# Abierto Mexicano Telcel 2015
Abierto Mexicano Telcel 2015 byl společný tenisový turnaj mužského okruhu ATP World Tour a ženského okruhu WTA Tour, hraný v areálu Fairmont Acapulco Princess na dvorcích s tvrdým povrchem. Konal se mezi 23. až 28. únorem 2015 v mexickém Acapulcu jako 22. ročník mužské poloviny a 15. ročník ženské části turnaje.
Mužská polovina se řadila do kategorie ATP World Tour 500 a její dotace činila 1 548 755 amerických dolarů. Ženská polovina hraná s rozpočtem 250 000 dolarů byla součástí kategorie WTA International Tournaments.
Singlové tituly se připsali Španěl David Ferrer a švýcarská hráčka Timea Bacsinszká.

## Rozdělení bodů a finančních odměn

### Rozdělení bodů
| Soutěž       | vítězové | finalisté | semifinalisté | čtvrtfinalisté | 16 v kole | 32 v kole | Q  | Q3 | Q2 | Q1 |
| ------------ | -------- | --------- | ------------- | -------------- | --------- | --------- | -- | -- | -- | -- |
| dvouhra mužů | 500      | 300       | 180           | 90             | 45        | 0         | 20 | 10 | 0  | —  |
| čtyřhra mužů | 500      | 300       | 180           | 90             | —         | —         | 20 | 0  | 0  | —  |
| dvouhra žen  | 280      | 180       | 110           | 60             | 30        | 1         | 18 | 14 | 10 | 1  |
| čtyřhra žen  | 280      | 180       | 110           | 60             | 1         | —         | —  | —  | —  | —  |

### Finanční odměny
| Soutěž                              | vítězové | finalisté | semifinalisté | čtvrtfinalisté | 16 v kole | 32 v kole | Q3     | Q2     | Q1   |
| ----------------------------------- | -------- | --------- | ------------- | -------------- | --------- | --------- | ------ | ------ | ---- |
| dvouhra mužů                        | $343 000 | $154 620  | $73 240       | $35 340        | $18 020   | $9 910    | —      | $1 115 | $615 |
| čtyřhra mužů                        | $101 310 | $45 710   | $21 550       | $10 420        | $5 350    | —         | —      | —      | —    |
| dvouhra žen                         | $43 000  | $21 400   | $11 300       | $5 900         | $3 310    | $1 925    | $1 005 | $730   | $530 |
| čtyřhra žen                         | $12 300  | $6 400    | $3 435        | $1 820         | $960      | —         | —      | —      | —    |
| částka ve čtyřhře je uvedena na pár |          |           |               |                |           |           |        |        |      |

## Dvouhra mužů

### Nasazení
| Stát                          | Hráč                | ATP | Nasazení |
| ----------------------------- | ------------------- | --- | -------- |
| Japonsko                      | Kei Nišikori        | 5.  | 1.       |
| Španělsko                     | David Ferrer        | 9.  | 2.       |
| Bulharsko                     | Grigor Dimitrov     | 10. | 3.       |
| Jižní Afrika                  | Kevin Anderson      | 15. | 4.       |
| Ukrajina                      | Alexandr Dolgopolov | 24. | 5.       |
| Chorvatsko                    | Ivo Karlović        | 29. | 6.       |
| Kolumbie                      | Santiago Giraldo    | 33. | 7.       |
| Německo                       | Benjamin Becker     | 40. | 8.       |
| Žebříček ATP k 16. únoru 2015 |                     |     |          |

### Jiné formy účasti
Následující hráčí obdrželi divokou kartu do hlavní soutěže:
- Kevin Anderson
- Daniel Garza
- Santiago Giraldo

Následující hráči postoupili z kvalifikace:
- Alejandro González
- Ryan Harrison
- Thanasi Kokkinakis
- Austin Krajicek

### Odhlášení
před zahájením turnaje
- Marin Čilić → nahradil jej Viktor Troicki
- Radek Štěpánek → nahradil jej Dustin Brown
- Janko Tipsarević → nahradil jej Ivan Dodig

### Skrečování
- Donald Young (poranění levého lokte)

## Mužská čtyřhra

### Nasazení
| Stát                                                                                   | Hráč                 | Stát      | Hráč         | ATP | Nasazení |
| -------------------------------------------------------------------------------------- | -------------------- | --------- | ------------ | --- | -------- |
| Chorvatsko                                                                             | Ivan Dodig           | Brazílie  | Marcelo Melo | 12. | 1.       |
| Španělsko                                                                              | Marcel Granollers    | Španělsko | Marc López   | 23. | 2.       |
| Rakousko                                                                               | Alexander Peya       | Brazílie  | Bruno Soares | 24. | 3.       |
| Kolumbie                                                                               | Juan Sebastián Cabal | Kolumbie  | Robert Farah | 39. | 4.       |
| Žebříček ATP k 16. únoru 2015; číslo je součtem žebříčkového postavení obou členů páru |                      |           |              |     |          |

### Jiné formy účasti
Následující páry obdržely divokou kartu do hlavní soutěže:
- Alejandro Falla /  Daniel Garza
- César Ramírez /  Miguel Ángel Reyes-Varela

Následující pár postoupil z kvalifikace:
- Adrian Mannarino /  Stéphane Robert

### Odhlášení
před zahájením turnaje
- Jérémy Chardy
- Jürgen Melzer

## Ženská dvouhra

### Nasazení
| Stát                          | Hráčka                | WTA | Nasazení |
| ----------------------------- | --------------------- | --- | -------- |
| Rusko                         | Maria Šarapovová      | 2.  | 1.       |
| Itálie                        | Sara Erraniová        | 16. | 2.       |
| Francie                       | Caroline Garciaová    | 30. | 3.       |
| Rumunsko                      | Irina-Camelia Beguová | 34. | 4.       |
| Švýcarsko                     | Timea Bacsinszká      | 36. | 5.       |
| Itálie                        | Roberta Vinciová      | 38. | 6.       |
| USA                           | Sloane Stephensová    | 41. | 7.       |
| USA                           | Madison Brengleová    | 45. | 8.       |
| Slovensko                     | Daniela Hantuchová    | 47. | 9.       |
| Chorvatsko                    | Ajla Tomljanovićová   | 49. | 10.      |
| Žebříček WTA k 16. únoru 2015 |                       |     |          |

### Jiné formy účasti
Následující hráčky obdržely divokou kartu do hlavní soutěže:
- Marie Bouzková
- Ana Sofía Sánchezová
- Marcela Zacaríasová

Následující hráčky se probojavaly do hlavní soutěže z kvalifikace:
- Elena Bogdanová
- Louisa Chiricová
- Richèl Hogenkampová
- Lucie Hradecká
  -  Mariana Duqueová Mariñová – jako šťastná poražená
  -  Sesil Karatančevová – jako šťastná poražená

### Odhlášení
před zahájením turnaje
- Irina-Camelia Beguová (poranění žebra) → nahradila ji Mariana Duqueová Mariñová
- Jana Čepelová → nahradila ji Shelby Rogersová
- Daniela Hantuchová (poranění pravé nohy) → nahradila ji Sesil Karatančevová
- Madison Keysová → nahradila ji Kiki Bertensová
- Karin Knappová → nahradila ji Polona Hercogová
- Christina McHaleová → nahradila ji Johanna Larssonová
- Monica Niculescuová → nahradila ji María Teresa Torrová Florová
- Alison Riskeová → nahradila ji Madison Brengleová
- Sílvia Solerová Espinosová → nahradila ji Aleksandra Krunićová
- Čang Šuaj → nahradila ji Anna Karolína Schmiedlová

v průběhu turnaje
- Maria Šarapovová (žaludeční potíže)

### Skrečování
- Mirjana Lučićová Baroniová (viróza)
- Roberta Vinciová (poranění pravého ramena)

## Ženská čtyřhra

### Nasazení
| Stát                                                                                   | Hráčka              | Stát      | Hráčka                     | WTA  | Nasazení |
| -------------------------------------------------------------------------------------- | ------------------- | --------- | -------------------------- | ---- | -------- |
| Česko                                                                                  | Andrea Hlaváčková   | Česko     | Lucie Hradecká             | 43.  | 1.       |
| Španělsko                                                                              | Lara Arruabarrenová | Španělsko | María Teresa Torró Florová | 130. | 2.       |
| Nizozemsko                                                                             | Kiki Bertensová     | Švédsko   | Johanna Larssonová         | 147. | 3.       |
| Čínská Tchaj-pej                                                                       | Chan Chin-wei       | Francie   | Laura Thorpeová            | 187. | 4.       |
| Žebříček WTA k 16. únoru 2015; číslo je součtem žebříčkového postavení obou členů páru |                     |           |                            |      |          |

### Jiné formy účasti
Následující pár obdržel divokou kartu do hlavní soutěže:
- Carolina Betancourtová /  Adriana Guzmánová

### Skrečování
- Lauren Davisová (poranění levé břišní stěny)

## Přehled finále

### Mužská dvouhra
- David Ferrer vs.  Kei Nišikori, 6–3, 7–5

### Ženská dvouhra
- Timea Bacsinszká vs.  Caroline Garciaová, 6–3, 6–0

### Mužská čtyřhra
- Ivan Dodig /  Marcelo Melo vs.  Mariusz Fyrstenberg /  Santiago González, 7–6(7–2), 5–7, [10–3]

### Ženská čtyřhra
- Lara Arruabarrenová /  María Teresa Torrová Florová vs.  Andrea Hlaváčková /  Lucie Hradecká, 7–6(7–2), 5–7, [13–11]